# Saint-Germain-la-Poterie

Saint-Germain-la-Poterie este o comună în departamentul Oise, Franța. În 1 ianuarie 2022 avea o populație de 454 de locuitori.